# صفحة رئيسية

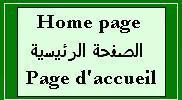
إطار"الصفحة الرئيسية" للنقر عليه، مكتوب بثلاث لغات

الصفحة الرئيسية أو صفحة البداية أو الصفحة الأولى، أو صفحة الولوج أو صفحة الدخول أو صفحة الاستقبال (بالفرنسية La page d'accueil) أو البوابة، هي صفحة الويب الأولى أو الرئيسية لموقع ويب أو متصفح ما. بالإنجليزية home page أو start page.
الاسم الأكثر تخصصا هو index.html، عندما يزور المستعرض الصفحة الرئيسية للموقع على شبكة الإنترنت، أو أي رابط يشير إلى الموقع وليس ملف محدد، سوف يقوم الخادم بتوصيل المتصل إلى فهرس الصفحة الرئيسية للموقع المطلوب. الصفحة الرئيسية أو صفحة الفهرس في حالة وجود خلل تعريفي أو لم يكن الملف موجودا على الخادم أو وجود خطأ فسيقوم الخادم بسرد ملفات الصفحات.